# Al Bairre
Al Bairre war eine 2012 gegründete Indie-Pop-Band aus Südafrika, die in ihrer knapp fünfjährigen Geschichte ein Album und mehrere Singles veröffentlichte. Im April 2017 löste sich die Band auf.

## Geschichte
Die Band wurde im Jahr 2012 von Kyle Davis, Tom Kotze, Nicolas Preen und den Zwillingen Tessa Johnson und Julia Johnson in Hout Bay, einem Stadtteil von Kapstadt gegründet und war musikalisch von Einflüssen größerer Bands wie Arcade Fire, Ra Ra Riot, Vampire Weekend und Edward Sharpe and the Magnetic Zeros geprägt. Die Band veröffentlichte im Gründungsjahr ihre erste Single When I Was Tall, die im Video zur London Fashion Week 2012 genutzt wurde. Zur Single und dem ebenfalls 2012 veröffentlichten Stück Right Here in July wurden zudem zwei Musikvideos produziert.
2013 ging die Band auf Tournee und spielte dabei mehrere Konzerte auf lokalen Festivals: neben einem Auftritt auf dem Rocking the Daisies in Darling, auf dem auch The Hives, Alt-J und Boys Noize auftraten, folgten Konzerte auf dem Splashy Fen, beim Synergy Live in Theewaterskloof, auf dem Utopia Music Festival und als einzige lokale Band auf dem In the City Festival in Johannesburg. Auch 2014 folgten Auftritte bei zahlreichen Veranstaltungen in Südafrika, darunter auch beim Ramfest, ein seit 2007 in mehreren südafrikanischen Städten veranstaltetes Musikfestival. Der Gewinn der MK Awards, einem wichtigen Musikpreis für Kapstadt und Umgebung, als beste Newcomer und für das beste Musikvideo rundeten ein rundum erfolgreiches Jahr ab.
Das Jahr 2015 wurde mit den Singles Julia und Caviar Dreams (mit PHFAT) eingeläutet, ehe am 20. November 2015 das erste Album mit dem Titel Experience the Al Bairre Show With Al Bairre veröffentlicht wurde. Es besteht aus acht Titel, darunter die beiden vorab veröffentlichten Singles Tunnels und Julia. Das Jahr 2016 wurde anschließend weitestgehend mit Auftritten in ganz Südafrika verbracht, bei den South African Music Awards wurde das Musikvideo von Caviar Dreams in der Kategorie Bestes Musikvideo nominiert. Für das französische Nachwuchsprogramm für neue Musiker Midem Artist Accelerator wurde Al Bairre im Jahr 2016 zudem als einer von zwei afrikanischen Künstlern der zwölf Finalisten aus ursprünglich knapp 500 Bewerbern ausgewählt.
Im Jahr 2017 veröffentlichte die Band mit den Singles Over and Over, Don’t Say / Go Away und Just a Like Song noch drei weitere Singles, ehe am 21. Februar desselben Jahres über die bandeigene Facebookseite die Auflösung im April 2017 bekanntgegeben wurde. Begründet wurde dies mit dem erreichten Erfolg, der sich über die fünf Jahre des Bestehens gesetzt wurde. Das letzte Konzert der Band fand am 2. April 2017 in Kirstenbosch statt.

## Stil
Die Band kombinierte bei ihrer Musik konventionelle Musikinstrumente des Indie-Pop (Gitarre und Schlagzeug) mit für diese Musikrichtung ungewöhnlichen Instrumenten wie Cellos, Violinen und Ukulelen. Ziel der Band war es dabei, den Sound der Stücke in eine „ice cream of orchestral sounds“, ein „Eis aus Orchesterklängen“ zu verwandeln. Sich selbst beschrieben die Mitglieder von Al Bairre als „aggressiv-unfancy Band aus der Mother City, die schöne Haare hat und hässliche Dinge mag“ („an aggressively unfancy band from the Mother City, who have nice hair and like ugly things“).
Auf der südafrikanischen Seite von Red Bull wird der Stil der Band von Zia Haffejee als „Kombination von Streichinstrumenten mit den traditionelleren Gitarren, Trommeln und Ukulelen auf ihrem gewählten Weg des blumigen, benutzerfreundlichen Pop-Rock“ beschrieben („combines string instruments with the more traditional guitars, drums and ukuleles in their chosen path of flowery, user-friendly pop-rock“).

## Diskografie

### Alben
- 2015: Experience the Al Bairre Show With Al Bairre

### Singles
- 2012: When I Was Tall
- 2012: Right Here in July
- 2015: Julia
- 2015: Caviar Dreams (ft. PHFAT)
- 2017: Over and Over
- 2017: Don’t Say / Go Away
- 2017: Just a Like Song